# 鳥取中央郵便局
鳥取中央郵便局（とっとりちゅうおうゆうびんきょく）は、鳥取県鳥取市にある郵便局。民営化前の分類では集配普通郵便局であった。

## 概要
住所：〒680-8799 鳥取県鳥取市東品治町101

### 併設施設
- ゆうちょ銀行鳥取店（広島支店鳥取出張所）：取扱店番号520020 - 鳥取県内で唯一の同行直営店舗である。
- かんぽ生命保険鳥取支店 - 鳥取県内で唯一の同社直営店舗である。

### 出張所（局外ATM）
民営化前は以下の場所に出張所としてATMを設置していた。現在も同じ場所にATMがあるが、管理はゆうちょ銀行広島支店となっている。
- ジャスコ鳥取北ショッピングセンター内出張所
- 鳥取県庁内出張所
- 鳥取大学内出張所
- 鳥取大丸内出張所

## 沿革
- 1872年8月4日（明治5年7月1日） - 鳥取郵便取扱所として開設[1]。
- 1873年（明治6年）4月 - 鳥取郵便役所となる[1]。
- 1875年（明治8年）1月1日 - 鳥取郵便局（二等）となる。翌日より為替取扱を開始[1]。
- 1878年（明治11年） - 貯金業務を開始[1]。
- 1885年（明治18年） - 電信業務を開始[1]。
- 1886年（明治19年）1月4日 - 電信為替事務開始[2]。
- 1889年（明治22年）7月16日 - 鳥取郵便電信局となる[1]。
- 1903年（明治36年）4月1日 - 通信官署官制の施行に伴い鳥取郵便局となる[1]。
- 1919年（大正8年）5月15日 - 等級を二等から一等に改定[3]。
- 1955年（昭和30年）
  - 3月14日 - 鳥取市本町三丁目から同市川外大工町に移転[4]。
  - 10月1日 - 賀露郵便局から集配業務を移管。
- 1956年（昭和31年）10月1日 - 電話通話および和文電報受付事務の取扱を開始[5]。
- 1983年（昭和58年）7月11日 - 鳥取市栄町から同市東品治町に移転。
- 1987年（昭和62年）7月1日 - 鳥取中央郵便局に改称。
- 1992年（平成4年）8月3日 - 外国通貨の両替および旅行小切手の売買に関する業務取扱を開始。
- 2006年（平成18年）10月16日 - 吉岡郵便局（〒680-1499→〒680-1442）、国府郵便局[6]（〒680-0199→〒680-0146）、中河原郵便局（〒680-0299→〒680-0223）、福部郵便局（〒689-0199→〒689-0103）、津ノ井郵便局（〒689-1199→〒689-1102）、美穂郵便局（〒680-1199→〒680-1167）から集配業務を移管[7]。
- 2007年（平成19年）
  - 3月5日 - 岩美郵便局（〒681-8799→〒681-0003）から集配業務を移管。
  - 10月1日 - 民営化に伴い、併設された郵便事業鳥取支店、ゆうちょ銀行鳥取店、かんぽ生命保険鳥取支店に一部業務を移管。
- 2012年（平成24年）10月1日 - 日本郵便株式会社の発足に伴い、郵便事業鳥取支店を鳥取中央郵便局に統合。
- 2016年（平成28年）
  - 3月7日 - 鳥取中央郵便局が担当していた岩美郡岩美町全域の集配業務および保険の渉外業務、ゆうちょ銀行鳥取店が担当していた岩美郡岩美町全域の貯金の渉外業務を岩美郵便局（〒681-0003→〒681-8799）に移管。
  - 10月3日 - 河原郵便局（〒680-1299→〒680-1251）から集配業務および保険の渉外業務を鳥取中央郵便局に、貯金の渉外業務をゆうちょ銀行鳥取店に、それぞれ移管。
- 2019年（平成31年）2月17日 - ゆうゆう窓口の24時間営業を中止[8]。

## 取扱内容

### 鳥取中央郵便局
- 郵便、印紙、ゆうパック、内容証明
- 生命保険、バイク自賠責保険、自動車保険、がん保険、引受条件緩和型医療保険 - 平日18時まで営業。
- 鳥取県東部（鳥取市、岩美郡、八頭郡）の郵便物の取り集め
- 鳥取市内の一部地域（旧鳥取市（末恒地区を除く）、国府町・福部町・河原町）の集配業務
  - 該当する郵便番号は680-00xx、680-08xx、680-09xx、680-80xx、680-85xx、680-86xx、680-87xx、680-01xx、680-02xx、680-11xx、680-12xx、680-14xx、689-01xx、689-11xx
- ゆうゆう窓口

### ゆうちょ銀行鳥取店
- 貯金、貸付、為替、振替、振込、国際送金、外貨両替、国債、投資信託、変額年金保険 - 平日18時まで営業。
- ATM

### かんぽ生命保険鳥取支店
- 個人向け窓口業務は、郵便局が代理店として行う。

## 周辺
- 鳥取銀行本店
- 鳥取市文化センター
- 新日本海新聞社
- 鳥取温泉

## アクセス
- JR山陰本線・因美線鳥取駅（北口）から徒歩約7分
- 鳥取市100円循環バスくる梨 中央郵便局停留所もしくは日交バス、日ノ丸バス 農協会館前停留所下車
- 駐車場あり：27台